# Trichoniscus ghidinii
Trichoniscus ghidinii är en kräftdjursart som beskrevs av Alessandro Brian 1931B. Trichoniscus ghidinii ingår i släktet Trichoniscus och familjen Trichoniscidae. Inga underarter finns listade i Catalogue of Life.